# Walter Sittler
Pour les articles homonymes, voir Sittler.
Walter Sittler est un acteur germano-américain né le 5 décembre 1952 à Chicago (Illinois).

## Biographie
Le père de Walter Sittler, Edward Vieth Sittler, citoyen américain, renonce à sa nationalité en septembre 1939 après l'invasion de la Pologne par les troupes du IIIe Reich. Naturalisé allemand, il travaille pour le ministère de la Propagande nazie en tant que présentateur de programmes radiophoniques en langue anglaise destinés à miner le moral des alliés. Après l'échec de son premier mariage, il émigre en Allemagne où il épouse le 27 septembre 1940 Lily Margaret, née en Angleterre.
Après la Seconde Guerre mondiale, Edward Vieth Sittler est autorisé à rentrer aux États-Unis en tant que témoin à charge contre d'autres Américains ayant collaboré avec le gouvernement nazi. Il travaille comme professeur d'université. C'est lors de cette période que naît son fils Walter, lequel acquiert selon le droit du sol la nationalité américaine, avant que la famille ne soit renvoyée en Allemagne en 1954. Malgré une nouvelle demande de réhabilitation, rejetée en 1963, il est contraint de demeurer en Allemagne de l'Ouest où il meurt en 1975.
Walter Sittler étudie le théâtre à l'Otto-Falckenberg-Schule de Munich et fait ses débuts sur scène en 1981 au Nationaltheater Mannheim. Il joue ensuite à la télévision, notamment le rôle du Dr Robert Schmidt dans la série télévisée allemande Nikola (1997-2005) et dans des films tels que Eurotrip (2004).

## Filmographie

### Cinéma
- 1999 : Rivalinnen der Liebe
- 2002 : Le Templier (Der Templer) (court-métrage)
- 2004 : Eurotrip
- 2011 : Halbe Portionen
- 2011 : Almanya, bienvenue en Allemagne (Almanya - Willkommen in Deutschland)

### Télévision

#### Téléfilms
- 1995 : Rosemarie Nitribitt : Tod einer Edelhure
- 1996 : Mutproben
- 1997 : Lebenslang ist nicht genug
- 2000 : La Rose des sables (Die Wüstenrose)
- 2000 : Péché d'amour (Das Herz des Priesters)
- 2001 : Der Millionär und die Stripperin
- 2002 : The Gathering Storm
- 2003 : Für immer verloren
- 2004 : Die unlösbaren Fälle des Herrn Sand
- 2004 : Papa à plein temps (Der Mustervater : Allein unter Kindern)
- 2005 : Ein Geschenk des Himmels
- 2006 : Heute heiratet mein Mann
- 2006 : Ma fille, mon gendre et moi (Trau' niemals deinem Schwiegersohn!)
- 2007 : Une princesse à marier (Der Butler und die Prinzessin)
- 2007 : Der Mustervater 2 – Opa allein zu Haus
- 2010 : Noël au royaume des mille et une nuits (Weihnachten im Morgenland)
- 2010 : Scheidung für Fortgeschrittene
- 2012 : Die Jagd nach dem weißen Gold
- 2013 : Der Minister

#### Séries télévisées
- 1995-2004 : Freundschaft mit Herz
- 1997-2005 : Nikola
- 1998 : Das Amt (épisode : Des Wahnsinns fette Beute) : Dr. Robert Schmidt
- 1999 : Soko brigade des stups (SOKO 5113) (épisode : Profession de foi)
- 2004-2007 : Drôle de voleur (Ein Fall für den Fuchs)
- 2005 : Adelheid und ihre Mörder (épisode : In geheimer Mission) : Dr. Gerhard Knoll
- 2006 : Der Kommissar und das Meer : Robert Anders
- 2009 : Das Traumschiff (épisode : Papua Neuguinea) : Dieter Holzmann
- 2010 : Stolberg (Kommissar Stolberg) (épisode : Familienbande)
- 2012 : Polizeiruf 110 : Fieber